# Rodney McCray

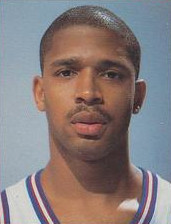
Rodney McCray, 1988.

Rodney Earl McCray, född 29 augusti 1961 i Mount Vernon i New York, är en amerikansk före detta professionell basketspelare (SF) som tillbringade tio säsonger (1983–1993) i den nordamerikanska basketligan National Basketball Association (NBA), där han spelade för Houston Rockets, Sacramento Kings, Dallas Mavericks och Chicago Bulls. Under sin karriär gjorde han 9 014 poäng (11,7 poäng per match); 2 750 assists och 5 087 rebounds, räddningar från att bollen ska hamna i nätkorgen, på 768 grundspelsmatcher.
McCray draftades av Houston 
Rockets i första rundan i 1983 års draft som tredje spelare totalt.
Han var med och vinna Chicago Bulls tredje raka NBA-mästerskap för säsongen 1992–1993.
Innan han blev proffs, studerade han vid University of Louisville och spelade basket för deras idrottsförening Louisville Cardinals i National Collegiate Athletic Association (NCAA).